# Rusty LaRue
Rusty Lee LaRue (ur. 10 grudnia 1973 w Winston-Salem) – amerykański koszykarz, występujący na pozycji obrońcy, mistrz NBA z 1998, po zakończeniu kariery zawodniczej trener koszykarski, aktualnie trener drużyny szkoły średniej West Forsyth.

## Osiągnięcia
Na podstawie, o ile nie znaleziono inaczej.
NCAA
- Uczestnik rozgrywek:
  - Elite 8 turnieju NCAA (1996)
  - Sweet 16 turnieju NCAA (1993, 1995, 1996)
  - II rundy turnieju NCAA (1993–1996)
- Mistrz:
  - turnieju konferencji Atlantic Coast (1995, 1996)
  - sezonu zasadniczego (1995)
- Laureat:
  - Wake Forest's Male Scholar-Athlete of the Year (1996)
  - Arnold Palmer Award (1996)
- Zaliczony do:
  - I składu GTE Academic All-American (1996)
  - składu ACC Basketball Legends (2006)

NBA
- Mistrz NBA (1998)
- Zwycięzca turnieju Mcdonald's Open Championships w Paryżu (1997)[2]

Drużynowe
- Mistrz NBDL (2004)
- 4. miejsce podczas mistrzostw Rosji (2001)

Indywidualne
- Zaliczony do II składu All-CBA (2000)
- Lider:
  - CBA w:
    - asystach (2000)
    - skuteczności rzutów wolnych (2000)

  - NBDL w skuteczności rzutów za 3 punkty (2004)

Reprezentacja
- Mistrz Ameryki (1997)[3]